# Tachina actinosa
Tachina actinosa là một loài ruồi trong họ Tachinidae.